# Forame do processo transverso

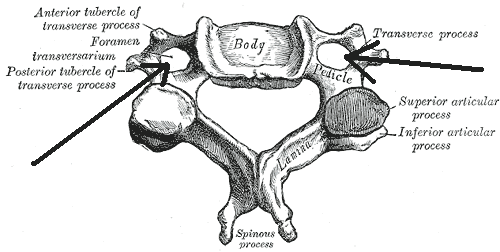
Uma das vértebras cervicais. Cada forame está identificado pelas setas.

O forame do processo transverso (lat. foramen transversarium) é um forame característico das vértebras cervicais (C1 a C7). Se forma no processo tranverso dessas vértebras e se localiza simetricamente nas laterais. É menor ou pode estar ausente na última das vértebras cervicais, C7. Serve de passagem para artérias vertebrais, plexos venosos e simpáticos.
Esses forames fazem parte do trajeto da artéria vertebral, a partir da subclávia até o forame magno. Quando o forame em C7 está presente, permite a passagem apenas de veias vertebrais acessórias e, em menor incidência, da artéria vertebral, que, na maioria dos casos passa lateralmente ao processo transverso, por fora do forame, penetrando no forame transverso de C6.